# Belenți, Loveci
Belenți (în bulgară Беленци) este un sat în comuna Lukovit, regiunea Loveci,  Bulgaria. 

## Demografie
Componența etnică a satului Belenți
     Bulgari (94,8%)
     Turci (2,97%)
     Nicio identificare (2,22%)
     Altele (0,99%)
La recensământul din 2011, populația satului Belenți era de 404 locuitori. Din punct de vedere etnic, majoritatea locuitorilor (94,8%) erau bulgari, cu o minoritate de turci (2,97%). Pentru 2,22% din locuitori nu este cunoscută apartenența etnică.